# 크리스 싱글턴 (야구 선수)
크리스 싱글턴(Chris Singleton, 1972년 8월 15일 ~ )은 미국의 전 프로 야구 외야수이다. 메이저 리그 베이스볼(MLB) 팀 시카고 화이트삭스, 볼티모어 오리올스, 오클랜드 애슬레틱스, 탬파베이 데블 레이스 등지에서 뛰었다.